# Kuirivaara
Kuirivaara är en kulle i Finland. Den ligger i Puolango i landskapet Kajanaland, i den centrala delen av landet, 500 km norr om huvudstaden Helsingfors. Toppen på Kuirivaara är 352 meter över havet.
Terrängen runt Kuirivaara är huvudsakligen platt.  Trakten runt Kuirivaara är nära nog obefolkad, med mindre än två invånare per kvadratkilometer. Närmaste större samhälle är Puolango, 10,9 km sydväst om Kuirivaara. 